# Table des caractères Unicode/U10860
Cette page contient des caractères spéciaux ou non latins. S’ils s’affichent mal (▯, ?, etc.), consultez la page d’aide Unicode.
Table des caractères Unicode U+10860 à U+108FF.

## Alphabet palmyre
Ces caractères sont utilisés pour l'écriture de l'alphabet palmyrénien.

### Table des caractères
|         | 0 | 1 | 2 | 3 | 4 | 5 | 6 | 7 | 8 | 9 | A | B | C | D | E | F |
| U+10860 | 𐡠 | 𐡡 | 𐡢 | 𐡣 | 𐡤 | 𐡥 | 𐡦 | 𐡧 | 𐡨 | 𐡩 | 𐡪 | 𐡫 | 𐡬 | 𐡭 | 𐡮 | 𐡯 |
| U+10870 | 𐡰 | 𐡱 | 𐡲 | 𐡳 | 𐡴 | 𐡵 | 𐡶 | 𐡷 | 𐡸 | 𐡹 | 𐡺 | 𐡻 | 𐡼 | 𐡽 | 𐡾 | 𐡿 |
| ------- | - | - | - | - | - | - | - | - | - | - | - | - | - | - | - | - |